# Neoaliturus alabangensis
Neoaliturus alabangensis är en insektsart som beskrevs av Baltasar Merino 1936. Neoaliturus alabangensis ingår i släktet Neoaliturus och familjen dvärgstritar. Inga underarter finns listade i Catalogue of Life.